# Muskat bleu
Le muskat bleu N ou muscat bleu N est un cépage noir de table d'origine suisse, aussi connu sous le nom Garnier 83/2.
Le croisement fut effectué dans les années 1930 par l'éleveur de vigne Garnier. Ce cépage est qualifié d’hybride. Le muscat bleu est un croisement de Garnier 15/6 × Seyve-Villard 20-347. 
C’est un bon raisin de table avec un goût très agréable.
Il est notamment inscrit et référencé au sein du catalogue Français des variétés de raisin de table permettant sa commercialisation au sein de l'Union Européenne.

## Caractéristiques
- Aspect des grappes : elles sont grandes et lâches. Les baies sont assez grandes et ovales avec une chair croquante. La chair est colorée de mauve et de bleu.
- Caractères ampélographiques : feuilles à 5 sinus, vertes et légèrement rouges aux extrémités lorsqu'elles sont jeunes et bien vertes lorsqu'elles ont atteint leur stade "adulte". Les feuilles sont légèrement duveteuses.
- Débourrement : il s’observe dès mi-avril avec une vigueur moyenne.
- Floraison : Assez précoce, la floraison débute au mois de juin.
- Maturité technologique : dès mi-août et dure jusque début septembre.
- Aspect du cep : port érigé, vigueur moyenne.
- Maladies et dommages : bonne résistance aux maladies cryptogamiques. Sa résistance à l'oïdium est très bonne. Sa bonne résistance au mildiou est remarquable. Il résiste bien au botrytis. Très bonne tenue quant aux maladies fongiques. On remarque lors de la floraison une sensibilité à la coulure s'il y a beaucoup de vent. Comme la maturité du raisin est assez précoce, les grains peuvent être attaqué par les guêpes et oiseaux au mois d’août[2].
- Résistance aux gelées de printemps : bonne résistance, mais comme le débourrement est assez précoce, les gelées tardives sont à craindre.
- Résistance aux gelées d’hiver : bonne sur les parties lignifiées.